# Markkleeberg-Gaschwitz järnvägsstation

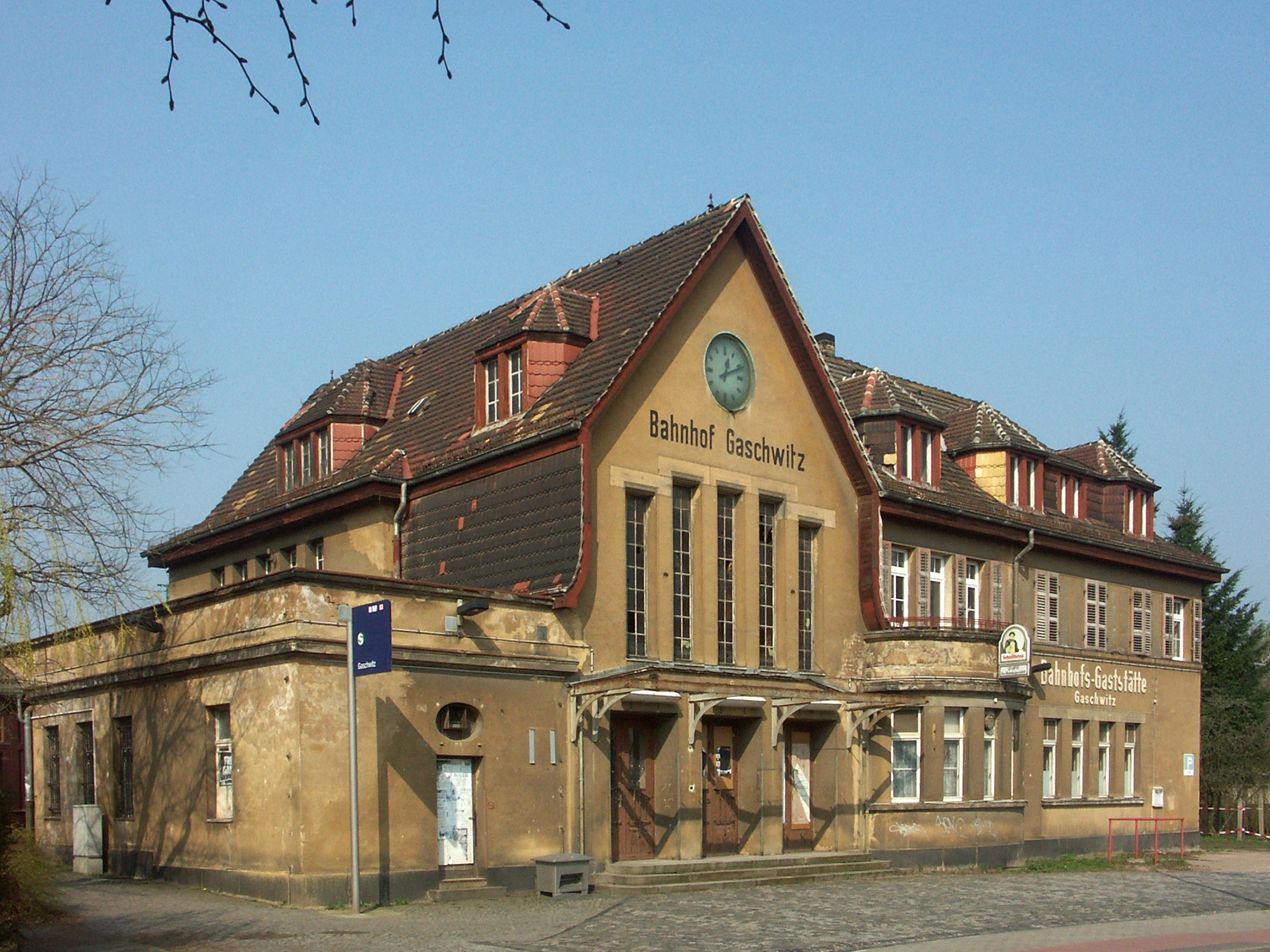
Stationsbyggnaden.

Markkleeberg-Gaschwitz är en järnvägsstation i Markkleeberg i Tyskland. Stationen ligger på linjerna Leipzig–Hof och Leipzig-Plagwitz–Markkleeberg-Gaschwitz. Stationen har sedan december 2013 varit del av S-Bahn Mitteldeutschland. I samband med invigningen av det nya s-tågsnätet 2013 döptes stationen om från Gaschwitz till Markkleeberg-Gaschwitz.

## Historia
Stationen Gaschwitz invigdes 19 september 1842 på järnvägen Leipzig–Hof. 1870 byggdes stationen ut med en stor rangerbangård för godstrafik. Linjen Gaschwitz–Meuselwitz öppnade för trafik 1874 och Leipzig-Plagwitz–Markkleeberg-Gaschwitz 1979. Stationen blev således en viktig knutpunkt i södra Leipzig. 
Leipzig S-bahn invigdes 1969, Gaschwitz blev ändhållplats på Linje A.

Sträckan Gaschwitz - Zwenkau lades ner 1957 då den låg i vägen för ett kommande dagbrott. Sedan 2002 har linjen till Leipzig-Plagwitz används till omledning av tåg. 

## Trafik
Linje S3 utgår från Markkleeberg-Gaschwitz. S6 (Leipzig Messe - Leipzig Hbf - Borna - Geithain) gör uppehåll på stationen.